# La Vierge et l'Enfant entourés d'anges, de saint Frediano et de saint Augustin
La Vierge et l'Enfant entourés d'anges, de saint Frediano et de saint Augustin est une œuvre du peintre italien Fra Filippo Lippi peinte en 1437. On la désigne également sous le nom de Pala Barbadori.

## Historique
Cette œuvre de Fra Filippo Lippi constitue le panneau principal d'un retable commandé le  8 mars 1437  par les capitaines du parti guelfe selon les volontés testamentaires de Gherardo Barbadori, mort sans héritiers en 1429, pour orner l'autel de la chapelle de cette famille dans la basilique Santo Spirito de Florence.
L'œuvre est entrée au Louvre en 1814 après confiscation par les armées napoléoniennes.

## Description
C'est au sens de l'iconographie chrétienne, une Conversation sacrée comportant comme sujet principal une Vierge à l'Enfant, dominant le centre de la scène surmontée d'arcades et de colonnes, entourée de personnages et d'anges. Elle tient dans ses bras un Enfant Jésus mis en évidence par sa nudité et par son corps quelque peu disproportionné. saint Augustin est agenouillé à droite et saint Fridianus à gauche. Le jeune moine accoudé sur la balustrade à gauche du tableau serait un autoportrait du peintre Lippi.
La prédelle avec des scènes représentant Saint Fridianus détournant le fleuve Serchio, L'Annonce à la Vierge de sa mort prochaine et Saint Augustin dans sa cellule, est conservée à Florence au  musée des Offices.

Prédelle conservée à Florence
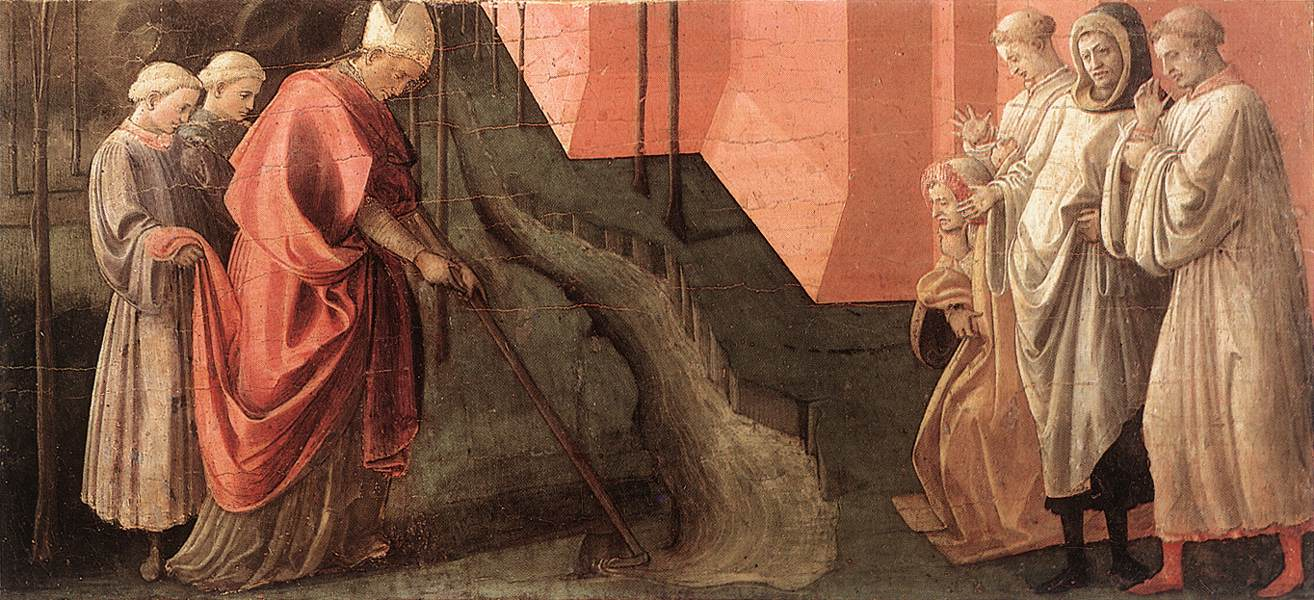
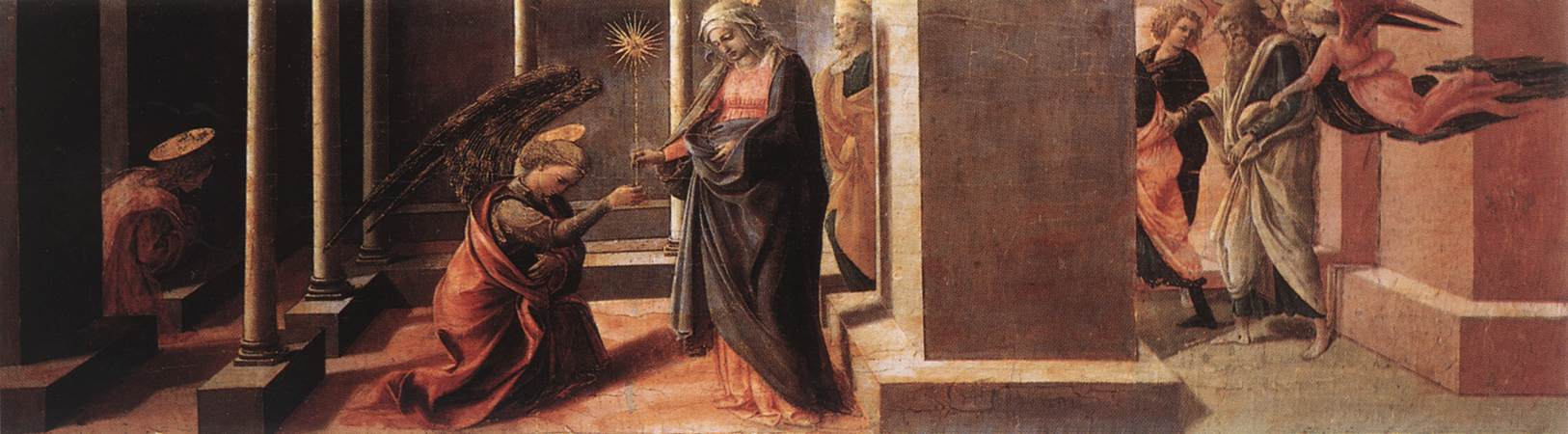
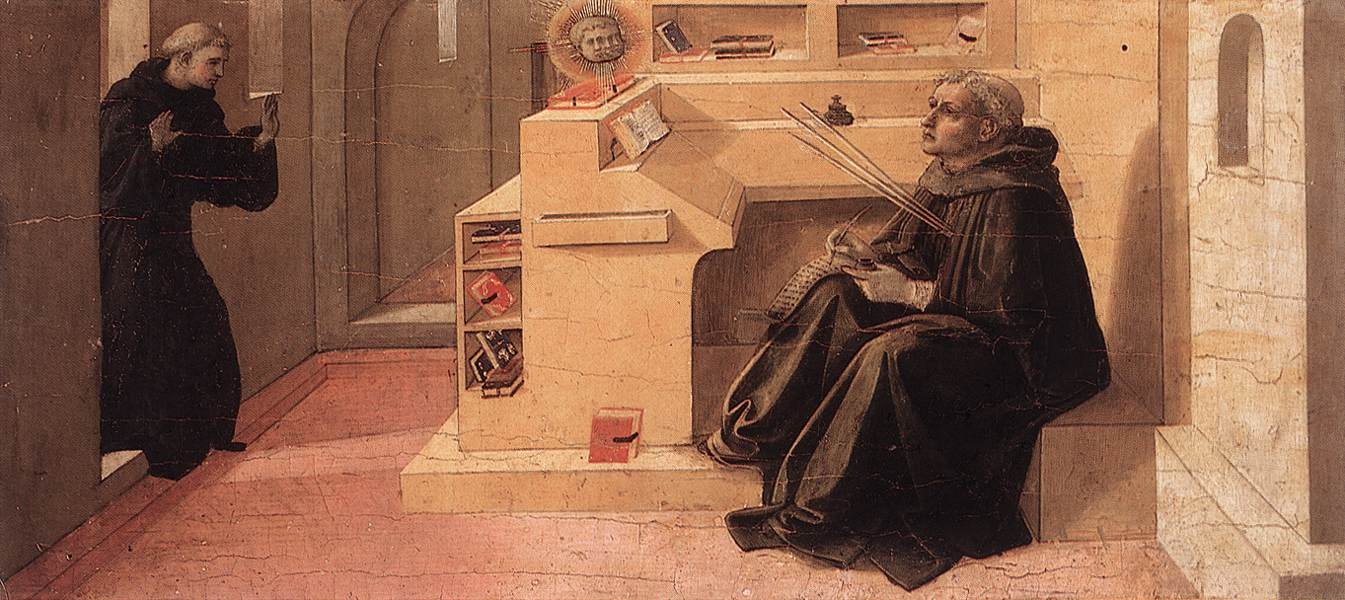

## Postérité
Le tableau fait partie du musée imaginaire de l'historien français Paul Veyne, qui le décrit dans son ouvrage justement intitulé Mon musée imaginaire.